# RV Bjarni Sæmundsson
Le RV Bjarni Sæmundsson est un navire océanographique de l'Université d'Islande. Le navire porte le nom du scientifique islandais Bjarni Sæmundsson.

## Construction
Le navire a été construit sous le numéro de coque 473 sur le Schichau-Seebeckwerft à Bremerhaven. La pose de la quille a eu lieu le 3 décembre 1969 et le lancement le 27 avril 1970. Son achèvement du navire a eu lieu en décembre 1970 et livré à l'Institut national de recherche marine de l'Université d'Islande de Reykjavik, qui possède un deuxième navire de recherche, le RV Árni Friðriksson.

## Description
La propulsion du navire est diesel-électrique. Trois moteurs diesel Deutz AG (type: TBD 616 V12) sont disponibles pour la production d'énergie. Un groupe électrogène diesel à moteur diesel MAN (type: D 1246 M) a été installé en tant que groupe électrogène de secours alimenté en énergie. La propulsion est réalisée par deux moteurs électriques couplés agissant sur une hélice fixe. Le navire est équipé d'un propulseur d'étrave.
Les superstructures de pont sont situées dans la zone centrale du navire. Derrière les extensions de pont se trouve un grand pont ouvert avec une poupe de travail. Le navire est équipé pour la recherche halieutique et diverses recherches océanographiques . Il dispose de plusieurs systèmes sonar et sondeur. Il est équipé de divers treuils pour la recherche et le transport du matériel de recherche, y compris deux grands enrouleurs pour filets ou câbles. Les outils de levage sont composés de trois grues.
A bord se trouvent 20 cabines, douze cabines simples et huit cabines doubles. En fonctionnement normal, il y a 13 membres d'équipage et jusqu'à 13 scientifiques à bord.  Pour la recherche halieutique, le navire est équipé de deux laboratoires humides, d’un laboratoire sec et d’une salle de laboratoire pour l’analyse des données sonar. Dans la zone arrière il y a une cale à matériel.
 

### Note et référence
- (de) Cet article est partiellement ou en totalité issu de l’article de Wikipédia en allemand intitulé « Bjarni Sæmundsson (Schiff) » (voir la liste des auteurs).